# Помехувек
Помехувек (пол. Pomiechówek)  —  деревня в Польше, входит 
в состав одноимённой гмины. Расстояние до Варшавы 34 км.